# Талапойн
Талапойн още гвенон джудже (Miopithecus talapoin) е вид бозайник от семейство Коткоподобни маймуни (Cercopithecidae).

## Разпространение
Видът е разпространен в Ангола и Демократична република Конго.